# Lublinunionen
Lublinunionen (polsk: Unia Lubelska, litauisk: Liublino unija, ukrainsk: Люблінська унія hviderussisk: Люблінская унія) erstattede personalunionen mellem Kongeriget Polens krone og Storfyrstendømmet Litauen med en realunion og et valgkongedømme, da Sigismund II Augustus, den sidste af Jogailas-dynastiet, forblev barnløs efter tre ægteskaber. Samtidigt opgav Det kongelige Preussen sin autonomi. Hertugdømet Livland, der var bundet til Litauen i en realunion siden Grodno-unonen (1566) blev et polsk-litauisk len.
Traktaten blev underskrevet den 1. juli 1569, i Lublin, Polen, og skabte en enkelt stat, den polsk-litauiske realunion. Samfundet blev styret af en valgt monark, der var konge af Polen og storfyrste af Litauen, og styredes af et fælles senat og parlament (Sejmen). Unionen var en udvikling af den polsk-litauisk alliance, nødvendiggjort af Litauens truede position i krige med Rusland.
Idet Lublinunionen var afgørende for flere nationers historiske udvikling, er Unionen af Lublin blevet bedømt forskelligt af mange historikere. Nogle ser unionen som det tidspunkt, hvor den polske adel (szlachta) steg til højden af deres magt, oprettelse af et oligarki i modsætning til enevælde, en mulig årsag til den politiske ustabilitet, der førte til Polens deling over 200 år senere. Polske historikere koncentrerer sig om de positive aspekter, understreger unionens fredelige, frivillige skabelse og dens rolle i udbredelsen af polsk kultur. Litauiske historikere er mere kritiske over for unionen og påpeger, at den var domineret af Polen.

## Historie

### Baggrund
Der var lange diskussioner inden underskrivelsen af traktaten. Den litauiske adel var bange for at miste mange beføjelser, da unionen ville ligestille deres juridiske status med den langt mere talrige polske lavadel. Imidlertid havde Litauen i stigende grad været på den tabende side i de moskovitiske-litauiske krige og i den anden halvdel af 1500-tallet stod over for truslen om totalt nederlag i den Livlandske krig og inkorporering i Rusland. Den polske adel (szlachta) på den anden side var tilbageholdende med at tilbyde hjælp til Litauen, uden at modtage noget til gengæld. På trods af disse forhold styrkede den polske og litauiske elite de personlige forbindelser og havde mulighed for at planlægge deres forenede fremtid under øget militært samarbejde i 1560'erne. Sigismund II Augustus, konge af Polen og storfyrste af Litauen, så truslen mod Litauen og i sidste ende mod Polen, pressede alligevel på for unionen og vandt langsomt flere tilhængere, indtil han følte tilstrækkelig støtte til at sætte jordejere i Ukraine ud, der gik imod dets overgang fra Litauen til Polen. En klar motivation for Sigismund var, at han var den sidste regent af Jogailas-grenen og ikke havde børn eller brødre, der kunne arve tronen. Unionen var et forsøg på at sikre kontinuiteten i Jogailadynastiets ambitioner med personalunionen mellem Polen og Litauen gennem ægteskabet mellem Jadwiga af Polen og Jogaila Algirdaitis. Lublinunionen var en af de forfatningsmæssige ændringer, der krævedes for at etablere et formelt valgkongedømme, der herskede over de to stater.

### Sejmen af 1569
Sejmen mødtes i januar 1569, nær den polske by Lublin, men nåede ikke frem til en aftale. I protest mod hårdt pres fra polakkerne til at underskrive loven, forlod litauerne under ledelse af Vilnius voivod Mikołaj "Rudy" Radziwiłł Lublin den 1. marts, frygtende at Sigismund ville træffe sin egen afgørelse.
Den 26. marts blev kongen tvunget af szlachta til at lægge de sydlige litauisk-kontrollerede områder i Podlasie, Volhynien, Podolien og Kiev ind under den polske krone. Områderne omfattede over halvdelen af det moderne Ukraine, og var dengang en væsentlig del af Storfyrstendømmet Litauen. Den største del af adelen og lavadelen i Rus' ønskede at de litauiske områder blev en integreret del af Polen. Den øverste klasse i disse lande var hovedsageligt ruthensk og var loyal over for Litauen. Alle adelige var forpligtet til at sværge loyalitet til den polske krone. De, der nægtede, fik deres jord konfiskeret.
Da Litauerne blev tvunget til at vende tilbage til Sejmen under ledelse af Jan Hieronimowicz Chodkiewicz for at fortsætte forhandlingerne, brugte han en lidt anderledes taktik end Mikołaj "Rudy" Radziwiłł. Selvom den polske adel ønskede fuld indlemmelse i Storfyrstendømmet Litauen under den polske krone, fortsatte litauerne med at modsætte sig dette og enedes kun i oprettelsen af en føderal stat. Den 28. juni 1569 blev de sidste indvendinger overvundet, og den 4. juli underskrev kongen en traktat i overensstemmelse med dette på Lublin Slot.

## Forsøg på at modernisere staten
Lublinunionen blev afløst af en ny forfatning i 1791, i følge hvilken den føderale realunion skulle omdannes til en enhedsstat under kong Stanisław August Poniatowski. Statussen af semi-føderal stat blev fastholdt gennem en "Gensidig garanti af to nationer".
Imidlertid blev forfatningen ikke fuldt gennemført, og den føderale realunion ophørte ved slutningen af 1700-tallet med polens tredje deling i 1795.